# صندوق إدخال النص

مربع إدخال النص

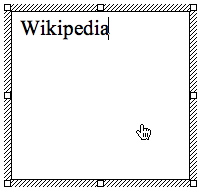
صندوق إدخال النص في برنامج لمعالجة النصوص

صندوق إدخال النص (بالإنجليزية: Text Box)‏ هو عنصر تحكم رسومي يهدف إلى تمكين المستخدم من معلومات إدخال النص ليتم إستخدامها من قبل البرنامج. ومربع نص متعدد الخطوط فقط في حالة الحاجة إلى أكثر من سطر واحد من الإدخال. يمكن لمربعات النص غير القابلة للتحرير أن تخدم الغرض من مجرد عرض النص.
«مربع نص النموذجي» هو مستطيل من أي حجم، ربما مع الحدود التي تفصل مربع النص من بقية الواجهة. قد تحتوي مربعات النص على صفر أو واحد أو اثنتين من شريط المهام. تعرض مربعات النص عادة المنزلقة، والذي يكون عبارة عن (خط عمودي وامض)، مما يشير إلى المنطقة الحالية للنص الذي يتم تحريره بواسطة لوحة المفاتيح، ومن الشائع أن يغير مؤشر الفأرة شكله عندما يحوم فوق مربع نص.